# العبد المحتضر

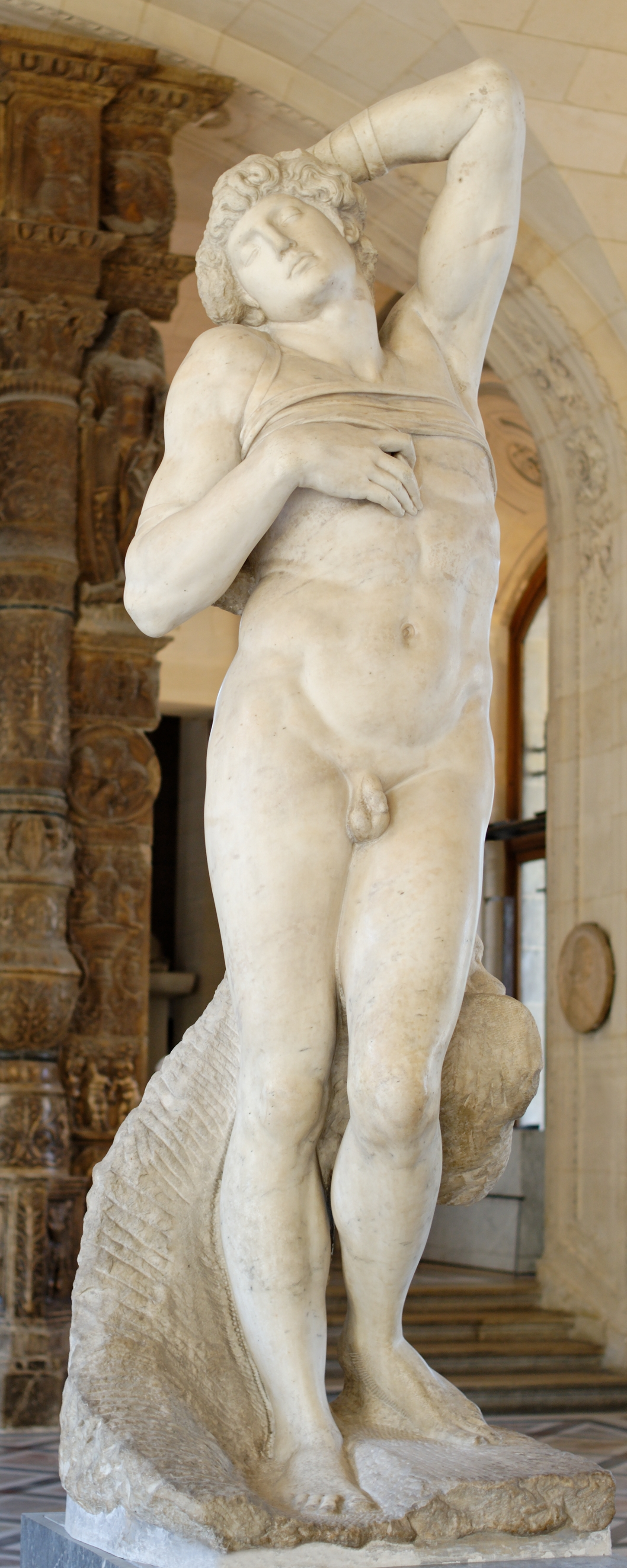
العبد المحتضر

العبد المحتضر أحد أعمال مايكل أنجلو أكبر فناني عصر النهضة في إيطاليا، يرجع تاريخ إنجازه لما بين عامي 1513 و1516، وكان من المفترض أن يكون هذا التمثال مع تمثال آخر (العبد الثائر) جزءاً من النصب الجنائزي للبابا يوليوس الثاني في مشروع ضخم لم ير النور كما أراده أنجلو وتسبب بخيبة أمل كبيرة له. العمل مصنوع من الرخام ويبلغ طوله 2.28 متر، وهو معروض في اللوفر في فرنسا منذ إنشاء المتحف عام 1793. لا يملك أحد معرفة كاملة عن المشروع المحدد لمايكل أنجلو، ولكن من خلال ملامح التمثال الجميلة يجنح الباحثون لتصويره على أنه تقديم للروح البشرية المقيدة بالملذات الأرضية والمسجونة بالغلاف الجسدي.